# Resolució 1154 del Consell de Seguretat de les Nacions Unides
La Resolució 1154 del Consell de Seguretat de les Nacions Unides fou adoptada per unanimitat el 2 de març de 1998. Després de reafirmar la Resolució 687 (1991) i totes les altres resolucions pertinents, el Consell ha aprovat un memoràndum d'entesa signat entre el secretari general Kofi Annan i l'adjunt el primer ministre de Iraq, Tarek Aziz.
Actuant sota el Capítol VII de la Carta de les Nacions Unides, el Consell va elogiar la iniciativa del Secretari General per assegurar acords del  govern iraquià sobre el compliment de les seves obligacions en virtut de les resolucions pertinents, i esperava la seva plena implementació. El memoràndum va establir un Grup Especial consistent en diplomàtics i membres de la Comissió Especial de les Nacions Unides (UNSCOM) i de l'Agència Internacional de l'Energia Atòmica (OIEA) per a la inspecció dels llocs d'armes.
La resolució va demanar llavors que l'Iraq complís amb les seves obligacions i permetés l'accés incondicional i sense restriccions als llocs i les persones per la Comissió Especial i l'OIEA, i que qualsevol violació podria tenir greus conseqüències per al país.